# Polythéa
Polythéa är en ort i Grekland.   Den ligger i prefekturen Trikala och regionen Thessalien, i den centrala delen av landet, 270 km nordväst om huvudstaden Aten. Polythéa ligger 1 201 meter över havet och antalet invånare är 215.
Terrängen runt Polythéa är bergig söderut, men norrut är den kuperad. Runt Polythéa är det mycket glesbefolkat, med 4 invånare per kvadratkilometer. Närmaste större samhälle är Chrysomiliá, 17,5 km öster om Polythéa. I omgivningarna runt Polythéa växer i huvudsak blandskog.